# Amissulprida
A amissulprida é um fármaco antipsicótico vendido como medicamento pela Sanofi-Aventis.

## Indicações
A amisulprida não é aprovada pela FDA para uso nos Estados Unidos, embora seja comercializada em muitos países do mundo. A amisulprida (em doses de 50 mg) é comercializada em Itália para o tratamento de distimía (como Deniban), bem como em Portugal e no Brasil (como Socian).
Num estudo, a ansiedade medida pelo valor médio total HAM-A diminuiu significativamente mais com a amisulprida (50 mg/dia) (63%) do que com a fluoxetina (20 mg/dia) (54%).

## Mecanismo de ação
A amisulprida é um antagonista selectivo da dopamina. Tem uma grande afinidade com os receptores de dopamina D2 (Ki 2.8 nM) e D3 (Ki 3.2 nM). No entanto, ao contrário dos neuroléticos clássicos e atípicos, a amissulprida não tem afinidade para os recetores serotoninérgicos, a-adrenérgicos, histamínicos H1 e colinérgicos. Além disso, a amissulprida não se fixa aos locais de ligação sigma.
A sua dosagem varia entre os 200 e os 1200 mg por dia. Doses mais baixas (menos do que 50 mg) bloqueiam preferencialmente os autoreceptores d2 que controlam a síntese e a libertação da dopamina. Isto resulta num aumento da transmissão dopaminérgica. Hipoteticamente, este aumento da dopamina causa uma redução de sintomas depressivos e negativos. Doses maiores do medicamento bloqueiam os receptores pós-sinápticos tendo como resultado melhorias de situações de psicose.

## Efeitos secundários
Náuseas, aumento de peso (apesar de muito menor do que em medicamentos similares da sua classe), arritmia cardíaca.

## Sobredosagem
A experiência com a amissulprida em sobredosagem é limitada. Exacerbação dos efeitos farmacológicos conhecidos do medicamento tem sido notificada. Estes incluem: sonolência e sedação, coma, hipotensão e sintomas extrapiramidais. Desfechos fatais têm sido notificados, sobretudo quando em combinação com outros agentes psicotrópicos.
Como a amissulprida é fracamente dialisada, não há vantagem em fazer hemodiálise para eliminar o medicamento. Não há antídoto específico para a amissulprida. Assim, deverão ser instituídas medidas de suporte apropriadas: vigilância rigorosa das funções vitais e a monitorização cardíaca contínua (risco de prolongamento do intervalo QT) até à recuperação do doente. Se ocorrerem sintomas extrapiramidais graves deverão ser administrados agentes anticolinérgicos.